# Фунта
Фунта је назив за валуту или мера за масу. Назив фунта потиче из Британије.

## Земље које користе фунту
- Британска фунта или фунта стерлинг Уједињеног Краљевства (симбол £, међународна ознака GBP, шифра валуте 826), издаје је Банка Енглеске (за Енглеску и Велс), Банка Шкотске (за Шкотску) и Банка Северне Ирске (за Северну Ирску). Такође, постоји неколико валута које су везане 1:1 у другим деловима Британских острва и Британским прекоморским територијама:
  - Фунта Свете Јелене - Света Јелена, Асенсион и Тристан да Куња
  - Фолкландска фунта - Фолкландска Острва, Британска Антарктичка територија и Јужна Џорџија и Јужна Сендвичка Острва
  - Манска фунта
  - Гибралтарска фунта
  - Џерзијска фунта
  - Гернзијска фунта
- Кипарска фунта
- Египатска фунта
- Либанска фунта
- Сиријска фунта
- Суданска фунта